# Nino Sanzogno
Nino Sanzogno (* 13. April 1911 Venedig; † 4. Mai 1983 in Mailand) war ein italienischer Dirigent und Komponist.

## Leben und Schaffen
Sanzogno studierte Violine und Klavier im Liceo Musicale von Venedig und anschließend Dirigieren in Wien bei Hermann Scherchen. Er begann seine berufliche Laufbahn mit der „Gruppo Strumentale“, die er auf Bühnen in ganz Italien und Europa auf ihrer Tour leitete. Anschließend wurde er 1937 zum Chef des Teatro La Fenice in Venedig ernannt und wenig später zu jenem des Symphonieorchesters der Rai in Mailand. Er wirkte ab 1939 im Teatro alla Scala.
Sanzogno war zunächst auf zeitgenössische Musik spezialisiert und initiierte zahlreiche Erstaufführungen an der Mailänder Scala, darunter David von Darius Milhaud, die Dialogues des Carmélites von Francis Poulenc, Lady Macbeth von Mzensk von Dmitri Dmitrijewitsch Schostakowitsch, Lulu von Alban Berg, Ein Sommernachtstraum von Benjamin Britten, während er im Ausland, vor allem in England überwiegend Werke italienischer Komponisten spielte, wie Gian Francesco Malipiero, Luigi Dallapiccola und Ildebrando Pizzetti.
Doch eröffnete er die Piccola Scala 1955 auch mit klassischen Standardwerken und hat bei zahlreichen Gelegenheiten die Werke des achtzehnten Jahrhunderts, darunter Komponisten wie Piccinni, Paisiello und Cimarosa wieder dirigiert. Mit solchen Werken erschien er auch 1957 beim Edinburgh Festival.
Er hinterließ auch einige Kompositionen, darunter zwei sinfonische Dichtungen: I quattro del'Apocalisse Cavalieri (1930) und Vanitas (1931), sowie Konzerte für verschiedene Instrumente.

## Diskographie (Auswahl)
- Wozzeck (auf Italienisch) – 1955
- Il matrimonio segreto – EMI, 1956
- Alfonso und Estrella – 1956
- Lucia di Lammermoor – Ricordi, 1959
- Rigoletto – Decca, 1961

## Opernfilme
- 1954 – Verdi – La traviata – Rosanna Carteri, Nicola Filacuridi, Carlo Tagliabue – Chor und Orchestra der Rai Milano – BELCANTO
- 1956 – Mozart – Le nozze di Figaro – Heinz Rehfuss, Marcella Pobbe, Rosanna Carteri, Nicola Rossi-Lemeni, Dora Gatta – Chor und Orchestra der Rai Milano – VAI
- 1958 – Mozart – Don Giovanni – Mario Petri, Ilva Ligabue, Luigi Alva, Sesto Bruscantini, Orch. A. Scarlatti, dir. Franco Zeffirelli – Rai
- 1966 – Roman Vlad – La Fantarca – Fernsehoper der Rai

| Personendaten    | Personendaten                        |
| ---------------- | ------------------------------------ |
| NAME             | Sanzogno, Nino                       |
| KURZBESCHREIBUNG | italienischer Komponist und Dirigent |
| GEBURTSDATUM     | 13. April 1911                       |
| GEBURTSORT       | Venedig                              |
| STERBEDATUM      | 4. Mai 1983                          |
| STERBEORT        | Mailand                              |